# Franziska Mayer-Hillebrand
Franziska Mayer-Hillebrand (* 10. August 1885 in Weidling, Österreich-Ungarn; † 29. März 1978 in Innsbruck) war eine österreichische Psychologin.

## Leben
Franziska Mayer-Hillebrand wurde 1885 in Weidling bei Wien als Tochter des österreichischen Generals Josef Reicher geboren. 1914 begann sie ihr Studium der Philosophie und Psychologie mit dem Nebenfach Biologie und wurde 1919 als zweite Doktorandin der Universität Innsbruck promoviert. Ihre Doktorarbeit Das Nichtreale als Fiktion hatte Alfred Kastil betreut. 
1920 heiratete sie Franz Hillebrand und arbeitete in den folgenden Jahren experimentalpsychologisch an dessen psychologischem Institut der Universität Innsbruck, später besonders im Bereich der optischen Wahrnehmung. Zwei Jahre nach Hillebrands Tod heiratete Franziska Hillebrand 1928 Carl Mayer, den Vorstand der Neurologischen und Psychiatrischen Universitätsklinik in Innsbruck. Am 29. Oktober 1932 habilitierte sie sich mit Unterstützung Alfred Kastils und des Physiologen Brücke an der Philosophischen Fakultät mit drei Arbeiten über Sinnesphysiologie; damit war sie nach Martha Moers, ebenfalls Psychologin, die zweite Frau, die sich an der Universität Innsbruck habilitierte. 1943 erfolgte die Ernennung zum außerplanmäßigen Professor, die Ernennung zur a. o. Professorin erfolgte am 1. Oktober 1948.
In der Zeit des Nationalsozialismus konnte Franziska Mayer-Hillebrand ihre Unterrichtstätigkeit fortsetzen. Sie beantragte am 6. Juni 1939 die Aufnahme in die NSDAP und wurde zum 1. November desselben Jahres aufgenommen (Mitgliedsnummer 7.253.475). Sie behauptete allerdings in einer diese Zeit verharmlosenden Selbstdarstellung, die Vorlesung „Einführung in die Rassenpsychologie“ aus Krankheitsgründen nicht gelesen zu haben. Nach dem Zweiten Weltkrieg setzte sich Hubert Rohracher sehr für sie ein und drängte sie, noch vor der Verabschiedung des neuen Nationalsozialistengesetzes, einen Entlastungsantrag zu stellen. Sie erreichte im Sommer 1947 von der zuständigen Behörde in Innsbruck einen „Entregistrierungsbescheid“.
Ihre Lehrtätigkeit dauerte bis 1960. 1951/52 war sie Gastprofessorin an der Northwestern University in Evanston in Illinois in den USA.

## Werk
Nach dem Tod ihres zweiten Mannes im Jahr 1936 wandte sie sich kunstpsychologischen Arbeiten zu. 
1950 übernahm sie von Alfred Kastil die Arbeit am Nachlass von Franz Brentano und gab bis 1966 insgesamt 6 Bände aus dem Brentano-Nachlass heraus.

## Schriften (Auswahl)
- Franziska Hillebrand (1927). Über die scheinbare Streckenverkürzung im indirekten Sehen. Zeitschrift für Sinnesphysiologie, 59.
- Franziska Hillebrand (1932). Die scheinbare Größe der Sehdinge. Zeitschrift für Sinnesphysiologie.
- Franziska Mayer-Hillebrand (1934). Über die scheinbare Entfernung oder Sehtiefe. Zeitschrift für Psychologie, 133.
- Franziska Mayer-Hillebrand (1942).  Die geometrisch-optischen Täuschungen als Auswirkungen allgemein geltender Wahrnehmungsgesetze. Zeitschrift für Psychologie, 152.
- Franziska Mayer-Hillebrand (1944).  Die Perspektive in psychologischer Bedeutung. Wiener Zeitschrift für Philosophie, Psychologie, Pädagogik, 1.
- Franziska Mayer-Hillebrand (1975).  Selbstdarstellung. In: Ludwig J. Pongratz (Hrsg.): Philosophie in Selbstdarstellungen. Band II (S. 224–269). Hamburg: Felix Meiner.

## Als Brentano-Herausgeberin
- Grundlegung und Aufbau der Ethik (1952)
- Religion und Philosophie (1954)
- Die Lehre vom richtigen Urteil (1956)
- Grundzüge der Ästhetik (1959)
- Geschichte der griechischen Philosophie (1963)
- Die Abkehr vom Nichtrealen (1966)